# Elynor Bäckstedt
Elynor Megan Bäckstedt (Pontypridd, 6 dicembre 2001) è una ciclista su strada e pistard britannica di origini svedesi che corre per il team UAE ADQ.
È figlia di Magnus Bäckstedt, vincitore della Parigi-Roubaix 2004, e sorella maggiore di Zoe Bäckstedt, anch'ella ciclista.

## Palmarès

### Strada
- 2019 (Juniores)

Gand-Wevelgem Junior
1ª tappa Omloop van Borsele Junior ('s-Heerenhoek, cronometro)
2ª tappa Omloop van Borsele Junior ('s-Heerenhoek > 's-Heerenhoek)
Classifica generale Omloop van Borsele Junior

#### Altri successi
- 2018 (Juniores)

Classifica giovani Watersley Ladies Challenge
- 2019 (Juniores)

Classifica a punti Omloop van Borsele Junior
- 2022 (Trek-Segafredo)

1ª tappa Madrid Challenge by La Vuelta (Marina de Cudeyo, cronosquadre)
- 2024 (Lidl-Trek)

1ª tappa La Vuelta Femenina (Valencia, cronosquadre)

### Pista
- 2018 (Juniores)

Campionati britannici, Americana Junior (con Ellie Russell)
- 2019 (Juniores)

Campionati europei, Inseguimento individuale Junior
Campionati europei, Americana Junior (con Sophie Lewis)

## Piazzamenti

### Grandi Giri
- Giro d'Italia

2023: 116ª
- Vuelta a España

2023: 115ª
2024: 104ª

### Competizioni mondiali
- Campionati del mondo su strada

Innsbruck 2018 - Cronometro Junior: 3ª
Innsbruck 2018 - In linea Junior: 30ª
Yorkshire 2019 - Cronometro Junior: 3ª
Yorkshire 2019 - In linea Junior: 5ª
Wollongong 2022 - In linea Elite: ritirata
Glasgow 2023 - Staffetta mista: 4ª
- Campionati del mondo su pista

Aigle 2018 - Inseguimento a squadre Junior: 4ª
Aigle 2018 - Inseguimento individuale Junior: 6ª
Francoforte sull'Oder 2019 - Inseguimento a squadre Junior: 3ª
Francoforte sull'Oder 2019 - Inseguimento individuale Junior: 2ª
Francoforte sull'Oder 2019 - Americana Junior: 2ª

### Competizioni continentali
- Campionati europei su pista

Gand 2019 - Inseguimento a squadre Junior: 2ª
Gand 2019 - Inseguimento individuale Junior: vincitrice
Gand 2019 - Corsa a punti Junior: 4ª
Gand 2019 - Americana Junior: vincitrice
- Campionati europei su strada

Drenthe 2023 - In linea Under-23: 34ª